# Hudson (Wisconsin)
Die Stadt Hudson liegt im County St. Croix County im US-Bundesstaat Wisconsin und ist Sitz der Countyverwaltung (County Seat) des St. Croix Countys. Das U.S. Census Bureau ermittelte bei der Volkszählung 2020 eine Einwohnerzahl von 14.755.
Hudson wurde von schwedischen und deutschen Einwanderern gegründet.

## Geographie
Nach Angaben des United States Census Bureau breitet sich die Stadt über eine Fläche von 16,2 km² aus, von denen 2,3 km² mit Wasser bedeckt sind. Der Wasseranteil der Gesamtfläche beträgt somit 13,88 %.

## Bevölkerung
Nach der Volkszählung im Jahr 2000 leben in Hudson 8.775 Menschen in 3.687 Haushalten.

## Persönlichkeiten
- John Obert Voll (* 1936), Geschichtsprofessor und Islamexperte
- Alex Johnson (* 1989), Sportkletterin